# Gorspen-Vahlsen
Die Ortschaft Gorspen-Vahlsen liegt in der Stadt Petershagen, die zum ostwestfälischen Mühlenkreis Minden-Lübbecke gehört.

## Geographie
Gorspen-Vahlsen besteht neben den beiden sehr alten Ortsteilen Gorspen und Vahlsen aus dem wesentlich größeren Loh. Der Ort liegt östlich der Kernstadt. Im Osten grenzt Gorspen-Vahlsen an den Ortsteil Ilserheide, im Norden an Ilse, im Westen an die Ortsteile Jössen und Lahde sowie im Süden an den Ortsteil Bierde. Westlich von Gorspen-Vahlsen verläuft die Bahnstrecke Nienburg–Minden.

## Geschichte
Urkundlich wurde Gorspen-Vahlsen erstmals im Jahre 1269 erwähnt. Gorspen und Vahlsen gehörten bis zu den Napoleonischen Kriegen zur Vogtei Windheim im Amt Petershagen des Fürstentums Minden. Die beiden Ortschaften gehörten von 1807 bis 1813 zum Kanton Windheim des napoleonischen Satellitenstaats Königreich Westphalen und kamen 1816 zum neuen Kreis Minden. Dort bildeten sie bis 1972 eine Gemeinde im Amt Windheim des Kreises. Bevor die Gemeinde bei der kommunalen Neugliederung am 1. Januar 1973 Teil der Stadt Petershagen wurde, hatte sie eine Fläche von 3,93 km² sowie 721 Einwohner (31. Dezember 1972). Gleichzeitig wurden Straßennamen eingeführt, nachdem zuvor neue Häuser und Hofstätten einfach durchnummeriert wurden. Gorspen-Vahlsen hatte am 31. Dezember 2008 834 Einwohner.

## Politik
Die Bevölkerung von Gorspen-Vahlsen wird gegenüber Rat und Verwaltung der Stadt Petershagen seit 1973 durch einen Ortsbürgermeister vertreten, der aufgrund des Wahlergebnisses vom Rat der Stadt Petershagen gewählt wird. 
Ortsbürgermeister ist Frank Kirchner (CDU).